# Pena capital en Portugal
Portugal fue pionera en el proceso de la abolición de la pena capital. Ninguna ejecución ha sido llevada a cabo desde 1846, y en 1867, se abolió formalmente la pena capital por crímenes civiles.
El método de la pena capital utilizada en Portugal era por la horca.
Portugal fue el primer país del mundo en comenzar el proceso de abolir la pena de muerte, siendo abolida por etapas - por crímenes políticos en 1852, por todos los delitos a excepción de los militares en 1867, y para todos los delitos en 1911. En 1916 Portugal ingresó a la Primera Guerra Mundial y se restableció la pena de muerte solo para crímenes militares en tiempos de guerra en un país extranjero, y solamente en el teatro de operaciones. Con la nueva Constitución en 1976, fue nuevamente abolido para todos los delitos.
La última ejecución en Portugal tuvo lugar en Lagos en 1846. Se dice que posiblemente ejecutaron a un soldado del Cuerpo Expedicionario Portugués en Francia, durante la Primera Guerra Mundial, pero la información de ello es escasa.
En el Estudio de Valores (EVS) de 2008, el 51.6% de los encuestados portugueses dijeron que la pena de muerte nunca puede ser justificada, mientras que solo un 1.5% dijo que siempre puede justificarse.